# غو شياو
غو شياو (بالصينية: 顾笑) هي سباحة متزامنة صينية، ولدت في 18 مارس 1993 في نانجينغ في الصين.

## وصلات خارجية
- غو شياو على موقع الاتحاد الدولي للسباحة (الإنجليزية)
- غو شياو على موقع أوليمبيديا (الإنجليزية)
- غو شياو على موقع اللجنة الأولمبية الصينية (الإنجليزية)